# Arthur Fürstenberg
Arthur Fürstenberg, född 3 oktober 1865 i Göteborg, död 25 oktober 1936 i Stockholm, var en svensk läkare.
Arthur Fürstenberg var son till grosshandlaren Axel Fürstenberg och brorson till Pontus Fürstenberg. Efter mogenhetsexamen i Göteborg 1884 blev han medicine kandidat i Stockholm 1891 och medicine licentiat där 1896. Efter förordnanden i pediatrik öppnade Fürstenberg 1899 läkarpraktik i Stockholm. 1902–1905 var han föreståndare för medicinska polikliniken vid Kronprinsessan Lovisas vårdanstalt för sjuka barn, blev 1902 läkare och lärare vid Sällskapet barnavårds utbildningsanstalt, 1905 läkare vid Drottninghuset, 1907 husläkare vid Sophiahemmet, 1918 läkare hos hertigparet av Västergötland och 1928 livmedikus. Fürstenberg var även bland annat Nordiska kompaniets personalläkare under mer än 30 år och uppbar flera förtroendeuppdrag. Han var ledamot i styrelsen för Stockholms stads asyler för husvilla från 1912 och ordförande i styrelsen 1920–1923. Han innehade även flera förtroendeposter i Svenska läkaresällskapet. För Sällskapet barnavårds sjuksköterskeutbildning författade han En kurs i barnavård (1922, 2:a upplagan 1931).
Fürstenberg satt från 1903 i styrelsen för Israelitiska ynglingaföreningen, blev en av föreståndarna för Mosaiska församlingen i Stockholm 1922 och var från 1927 ordförande bland dessa.